# Club Deportivo Balonmano Ciudad Encantada
El Club Deportivo Básico Balonmano Ciudad Encantada, actualmente conocido por motivos de patrocinio como Rebi Balonmano Cuenca, es un equipo de balonmano de la ciudad de Cuenca, España. Actualmente milita en la Liga Asobal. 

## Plantilla 2024-25
|  | Porteros - 12 Pedro Tonicher - 16 David Mach Extremos izquierdos - 07 Ignacio Pizarro - 28 Sergio López Extremos derechos - 21 Jorge Ureña - 77 Rudolph Hackbarth Pívots - 08 Álvaro Martín - 17 Alexandro Pozzer | Laterales izquierdos - 05 Daniel Neves - 31 João Perbelini Centrales - 03 Sergi Mach - 23 Héctor Chicano - 33 Santiago Barceló - 68 Aurélien Tchitombi Laterales derechos - 30 Federico Pizarro - 96 Guilherme Tavares |

### Cuerpo técnico
- Entrenador: Lidio Jiménez
- Ayte. Entrenador: Juan Doldán
- Oficial: Juan Carlos Sequí
- Oficial: David López
- Oficial: Juan de Dios
- Oficial: Diego Mariana
- Médico: Isidoro Gómez

## Historia
En sus orígenes el Balonmano Ciudad Encantada se denominó Madrid-Cuenca, corría el año 1989 y el club se convertiría desde entonces en el equipo representativo de Cuenca en el balonmano.
La liga fue muy dura y el Cuenca intentó salvarse hasta la última jornada en la que se medía al Teucro por evitar el descenso. Finalmente, el equipo castellano-manchego no pudo imponerse y tras el triunfo del equipo gallego el club descendió de categoría.
La temporada 1995-1996 fue bastante desafortunada para el club, y es que, después de haber obtenido la permanencia en el terreno de juego, finalmente no se pudo mantener la categoría debido a los continuos problemas económicos que le llevaron al borde de la desaparición. Hasta la 1997-98 el equipo militó en la División de Honor B, momento en el que el club vuelve a cambiar de denominación hasta llamarse Balonmano Ciudad Encantada y en el último año de la década se desciende de categoría, privilegio que no se recuperaría hasta la temporada 2005-2006.
La época dorada del club empezó en la temporada 2006-2007 momento en el que el club adquirió los derechos del filial del Granollers y, a partir de ahí, construyó un equipo muy competitivo que no dejó de progresar y que acabó materializando el ascenso apenas una temporada más tarde. La Liga Asobal había llegado a Cuenca y sería para quedarse.
La comunión entre la grada y el equipo era latente y el pabellón se abarrotaba por completo en cada choque que debía de disputarse en El Sargal. Cuenca, que nunca tuvo un equipo representativo en fútbol, vio como el balonmano pasaba a convertirse en el orgullo de todos los ciudadanos y las hazañas y las victorias del Balonmano Ciudad Encantada, llamado Cuenca 2016 por motivos de patrocinio llenaban de orgullo a la ciudad.
Fue así como en la temporada 2011-2012 el Balonmano Ciudad Encantada después de acabar sexto en la competición fue invitado a participar en Europa. Sin embargo, para ello necesitaba solventar sus problemas económicos los cuales, pese a intentarlo desde todas las formas posibles resultó ser todo un imposible y el equipo de Cuenca tuvo que renunciar a dicha invitación.2012Los problemas económicos, además, provocaron la marcha de grandes jugadores importantes como Paván, Kapellin, Ionut y Capote. El equipo vio reducidas sus opciones de alcanzar los puestos europeos y la temporada 2012-2013 finalizó con un décimo puesto que dejó un sabor agridulce, especialmente por la cercanía con respecto a los puestos de descenso. Sin embargo, los puestos europeos fueron a parar a manos del Ademar de León quienes con 7 puntos más se ganaron a pulso dicho merecimiento.
En la 2022-23, consiguió la segunda plaza en la Liga ASOBAL tras realizar una gran campaña y consiguiendo también la clasificación para competición europea.